# Юкатанська мова
Юкатанська мова, юкатанська мова мая, юкатекська ([ˈjuːkətɛk ˈmaɪə]) — одна з маянських мов, розповсюджена на півострові Юкатан, а також в північному Белізі та частині Гватемали. Самі носії називають її мовою мая [màːjaʔˈtʼàːn]). У Сан-Франциско також існує значна діаспорна спільнота носіїв юкатанської мови, хоча більшість американців мая з Гватемали та Чіапаса і розмовляють іншими мовами мая. Кількість носіїв мови оцінюється у 800 тисяч осіб.

Розташування юкатекських народів майа на півострові Юкатан

## Етимологія
Згідно зі словником міста Окаба, складеним американською антропологинею Вікторією Брікер, назва mayab tʼàan [majabˈtʼàːn], буквально означає «плоска мова». Популярна, але хибна, альтернативна етимологія — «ma ya'ab» - «небагато», «декілька», яка походить від спіритичних інтерпретацій мая в Нью-Ейдж. Використання терміна «маяб» як назви мови є унікальним для міста Окаба, як зазначено в словнику Окаба, і не використовується в інших місцях регіону чи в Мексиці, ні іспаномовними, ні носіями мови мая. 
Значення та походження слова «мая» як назви мови (порівняно з майаб) і як етнічної ідентичності (етноніму) є спірними питаннями.

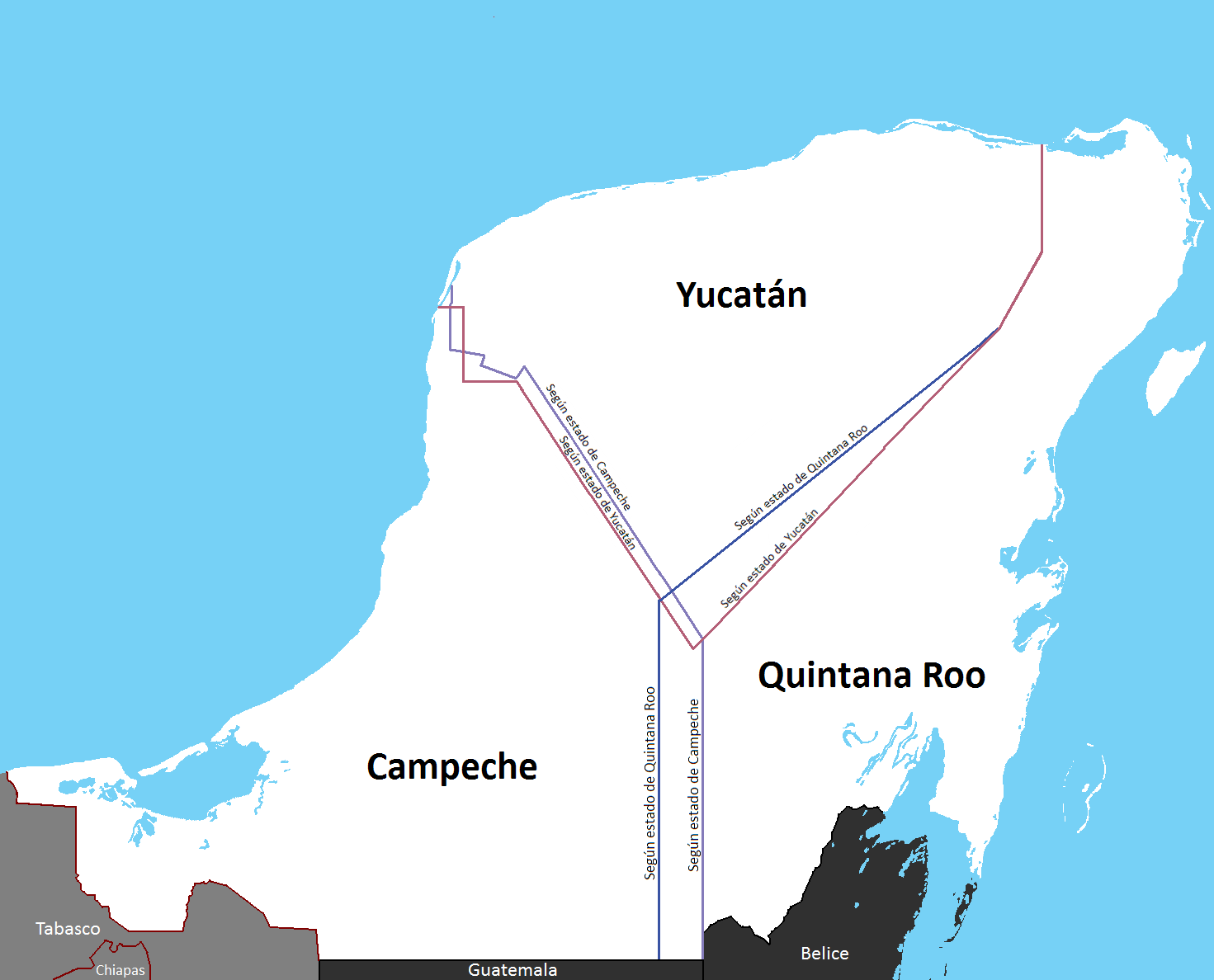
Півострів Юкатан

## Історія
Юкатанська мова мая є частиною юкатанської гілки мовної сім'ї мая. Юкатекська гілка поділяється лінгвістами на підгрупи мопан-іца і юкатек-лакандонську. Вони складаються з чотирьох мов:
- Іца,
- Мопан,
- Юкатанська
- Лакандонська.

Вважається, що всі мови мовної сім'ї мая походять від прамови, якою говорили приблизно 5000 років тому, відомої як протомаянська мова.
Мая переживали стабільний занепад, коли в 1517 році нашої ери прибули іспанські конкістадори. З 200 по 800 рік нашої ери мая процвітали і досягали великих технологічних успіхів. Вони створили систему запису цифр та ієрогліфів, яка була складнішою та ефективнішою, ніж та, що існувала раніше. Вони мігрували на північ і схід до півострова Юкатан з Паленке, Джайни та Бонампака. У 12—13 століттях на півострові Юкатан виникла коаліція трьох важливих центрів — Ушмаль, Чичен-Іца і Маяпан. Суспільство росло, і люди мали змогу практикувати інтелектуальні та мистецькі досягнення під час мирного періоду. Коли почалася війна, цей прогрес зупинився. До 15 століття тольтеки мая занепали і були покинуті.
Христофор Колумб торгував з купцями мая біля узбережжя Юкатану під час своєї експедиції для іспанської корони в 1502 році, але так і не вийшов на сушу. Протягом десятиліття після першого контакту Колумба з мая перші іспанці, які ступили на землю Юкатану, зробили це випадково, будучи жертвами корабельної аварії в Карибському морі. Мая ритуально принесли в жертву більшість цих чоловіків, залишивши в живих лише двох, Херонімо де Аґілара та Гонсало Ґерреру, які якимось чином повернулися до інших іспанців.
У 1519 році Аґілар супроводжував Ернана Кортеса на юкатанському острові Косумель, а також брав участь у завоюванні центральної Мексики. Ґерреро став мексиканською легендою як батько першого метиса: за словами Агілара, Ґерреро «поїхав на батьківщину». Він одружувався з місцевими жінками, носив традиційний місцевий одяг і воював проти іспанців.
Військове вторгнення Франсіско де Монтехо на Юкатан зайняло три покоління та три війни з тривалими бойовими діями, які тривали загалом 24 роки. Коли іспанські колоністи заселяли все більше територій, у 18 столітті вони освоювали землі під великі плантації кукурудзи та ферми великої рогатої худоби. Еліта жила у асьєндах і експортувала природні ресурси як товар. Мая були підданими Іспанської імперії з 1542 по 1821 рік.
Іспанські релігійні місіонери взялися за проєкт мовної та соціальної трансформації, відомий як редукція (від ісп. reducir). Місіонери переклали християнські релігійні тексти з іспанської на юкатекську мову майа та створили неологізми для вираження католицьких релігійних концепцій. Результатом цього процесу редукції стала Maya reducido, семантично трансформована версія юкатекської. Місіонери намагалися покінчити з релігійними обрядами майа та знищити пов'язані з ними письмові твори. Також сформували мову, яка використовувалася для навернення та управління населенням майа на півострові Юкатан. Але носії майа привласнили Maya reducido для власних цілей, протистоячи колоніальному пануванню. Найдавніші письмові записи мовою Maya reducido (які використовували латинський алфавіт) були написані нотаріусами майа між 1557 і 1851 роками. Зараз ці роботи знаходяться в бібліотеках і архівах Сполучених Штатів, Мексики та Іспанії.

Генеалогічне дерево для мов майа

## Лінгвістична характеристика

### Фонологія
У юкатанській мая багато глухих приголосних звуків. Примітною рисою юкатанської мови, яка є спільною з багатьма іншими мовами мая, є використання глотальних приголосних (таких як pꞌ, tꞌ і kꞌ). У наступних таблицях показано фонеми мови.

#### Голосні
|                              | Голосний переднього ряду | Голосний середнього ряду | Голосний заднього ряду |
| ---------------------------- | ------------------------ | ------------------------ | ---------------------- |
| Голосний високого підняття   | i /i/                    |                          | u /u/                  |
| Голосний середнього підняття | e /e/                    |                          | o /o/                  |
| Голосний низького підняття   |                          | a /a/                    |                        |

#### Приголосні
|             |             | Губний приголосний | Ясенні приголосні | Середньопіднебінний приголосний | Задньоязиковий приголосний | Гортанний приголосний |
| ----------- | ----------- | ------------------ | ----------------- | ------------------------------- | -------------------------- | --------------------- |
| носові      | носові      | m /m/              | n /n/             |                                 |                            |                       |
| Проривні    | імплозивні  | b /ɓ/              |                   |                                 |                            |                       |
| Проривні    | придихові   | p /pʰ/             | t /tʰ/            |                                 | k /kʰ/                     | ꞌ /ʔ/                 |
| Проривні    | еєкитвні    | pꞌ /pʼ/            | tꞌ /tʼ/           |                                 | kꞌ /kʼ/                    |                       |
| африкативні | придихові   |                    | ts /tsʰ/          | ch /tʃʰ/                        |                            |                       |
| африкативні | еєкитвні    |                    | tsꞌ /tsʼ/         | chꞌ /tʃʼ/                       |                            |                       |
| Фрикативні  | Фрикативні  |                    | s /s/             | x /ʃ/                           |                            | j /h/                 |
| Апроксимант | Апроксимант | w /w/              | l /l/             | y /j/                           |                            |                       |
| одноударний | одноударний |                    | r /ɾ/             |                                 |                            |                       |

### Тони
У юкатанській мая є два тони: високий, який позначається [áa], і низький, який пишеться [aa].

### Морфологія
Юкатанська мова базується на однокореневих морфемах, тобто словах або елементах для їх утворення, які не піддаються морфологічному аналізу. Юкатанська економить на голосних, але не створює надто складних груп приголосних в одному складі. У мая також немає групування голосних. Використовується проміжний апостроф між двома приголосними.

### Синтаксис
Мова належить до синтетичного типу мов. Це означає, що вона використовує складні форми для вираження складних ідей. Немає артиклів, немає роду іменників. Немає інфінітиву, багато дієслів схожі на іменники та мають подвійну функцію.

### Наголос
У юкатанській мові мая слово зазвичай наголошується на першому складі з довгою голосною. Якщо довгої голосної немає, то наголошується останній склад. Запозичення з інших мов, таких як іспанська чи науатль, часто наголошуються як у мовах оригіналу.

### Лексика

#### Декларація прав людини і громадянина
Tuláakal wíinik ku síijil jáalkꞌab yetel keet u tsiikul yetel Najmal Sijnalil, beytun xan naꞌataꞌan sijnalil yetel noꞌojaꞌanil u tuukuloꞌ, kꞌaꞌabet u bisikuba bey láaktsilil yetel tuláakal u baatsile - Люди народжуються і залишаються вільними та рівними у правах; суспільні відмінності можуть ґрунтуватися лише на основі загальної користі.

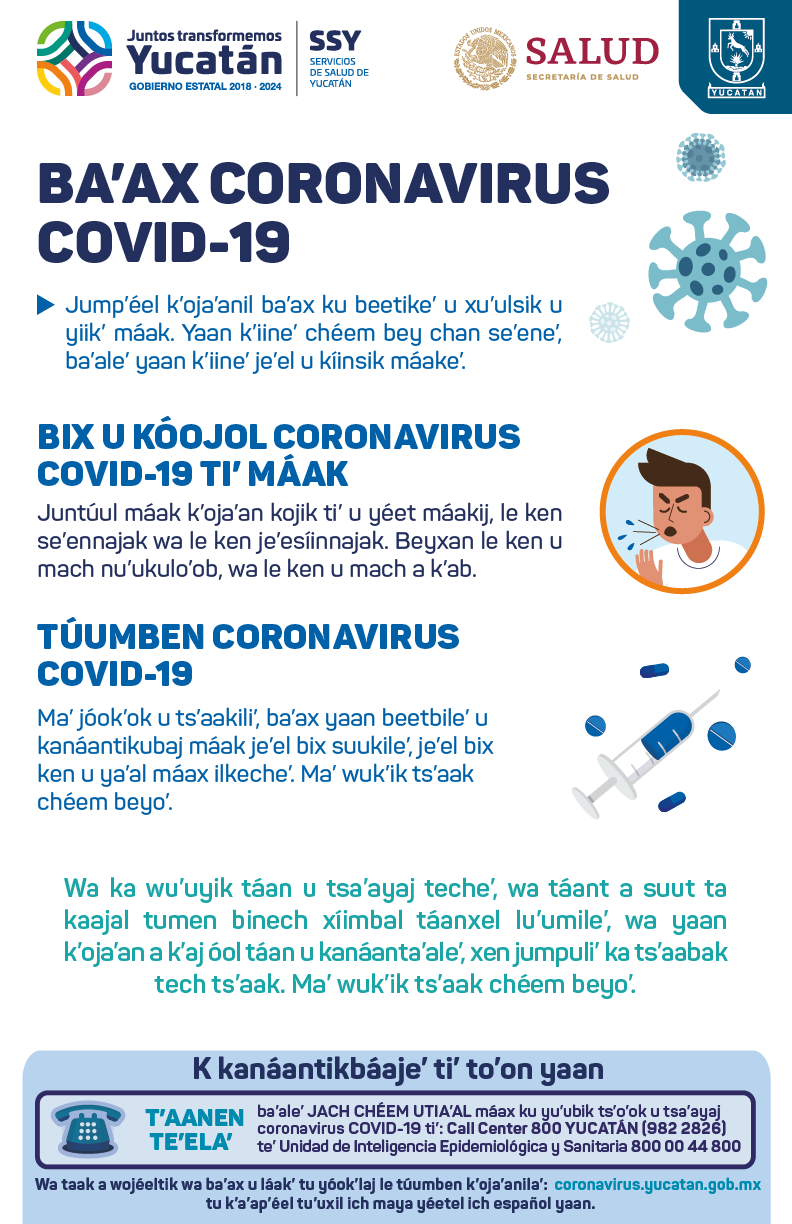
Буклет-попередження про Ковід-19 юкатанською

#### Повсякденні фрази
- Як справи? (букв. Як твій шлях?) - Bix a beel
- Добре, а в тебе? - Maꞌalob, kux teech
- У мене теж - Bey xan teen
- Як тебе звати? - Bix a kꞌaabaꞌ
- Мене звати Хорхе - In kꞌaabaꞌeꞌ Jorge
- Радий познайомитися з тобою - Jach kiꞌimak in wóol in kꞌajóolt kech

#### Числівники
```
1 - Jun
   2 - Ka’a
   3 - Óox
   4 - Kan
   5 - Jo’o
   6 - Wak
   7 - Wuk
   8 - Waxak
   9 - Bolon
   10 - Lajun
   11 - Buluk
   12 - Lajka’a o ka’alajun
   13 - Óoxlajun
   14 - Kanlajun
   15 - Jo’olajun
   16 - Waklajun
   17 - U’uklajun
   18 - Waxaklajun
   19 - Bolonlajun
   20 - Junk’aal
   400 - Junk’aax o junbaak
   8000 - Junpik
   160 000 - Junkalab
   3 200 000 - Junk’iinchil
   64 000 000 - Junalaw
```

## Юкатанська та інші мови

### Впливнауатльна юкатанську мову
Юкатанська мова мая зіткнулася з новим процесом трансформації через становлення держави Тутуль Шіу у 1441 році, правляча династія принесла з собою з узбережжя Мексиканської затоки, сильний вплив тольтеків і, звичайно їх мову науатль. Поява держави мала також вирішальний вплив на пантеон мая. Верховне божество мая Кукулькана, ідентичне ацтекському Кетцалькоатлю. Ацтеки або мексиканці відомі на півострові Юкатан як huach, що означає «дивний».
Пізніше, після завершення завоювання, коли було засновано іспанське місто Кампече (на вершині міста мая A Kꞌin Pech), був побудований район Сан-Роман, де оселилися ацтеки, які розмовляли науатлем. Так само в Мериді ацтеки, привезені завойовниками, говорили своєю мовою в районі Сан-Крістобаль. Цим пояснюються деякі слова, які використовуються в сучасній мові мая Юкатану.